# 贝瑟尔
贝瑟尔（荷蘭語：Beesel）是荷蘭的一個市鎮和城市，位於荷蘭南部。贝瑟尔在行政區劃上屬於林堡省。贝瑟尔位於鲁尔蒙德以北約 10公里處。
2001年，贝瑟尔境內有居民7382人。贝瑟尔建成區面積0.53平方公里，有住宅706戶。

## 外部連結
- 维基共享资源上的相關多媒體資源：贝瑟尔
- Official website（页面存档备份，存于）